# محله الزعفرانیه
الزعفرانیه (به عربی: الزعفرانية) یکی از محله‌های شهر بغداد می‌باشد.